# جوردن براون (لاعب كرة قدم مواليد 1992)
جوردن براون (بالإنجليزية: Jordon Brown)‏ هو لاعب كرة قدم بريطاني في مركز الوسط، ولد في 28 نوفمبر 1992 في إسكتلندا في المملكة المتحدة. لعب مع نادي أبردين.

## وصلات خارجية
- جوردن براون (لاعب كرة قدم مواليد 1992) على موقع قاعدة بيانات كرة القدم.إي يو (الإنجليزية)
- جوردن براون (لاعب كرة قدم مواليد 1992) على موقع Soccerway.com (الإنجليزية)